# 栃木県道301号国谷停車場線

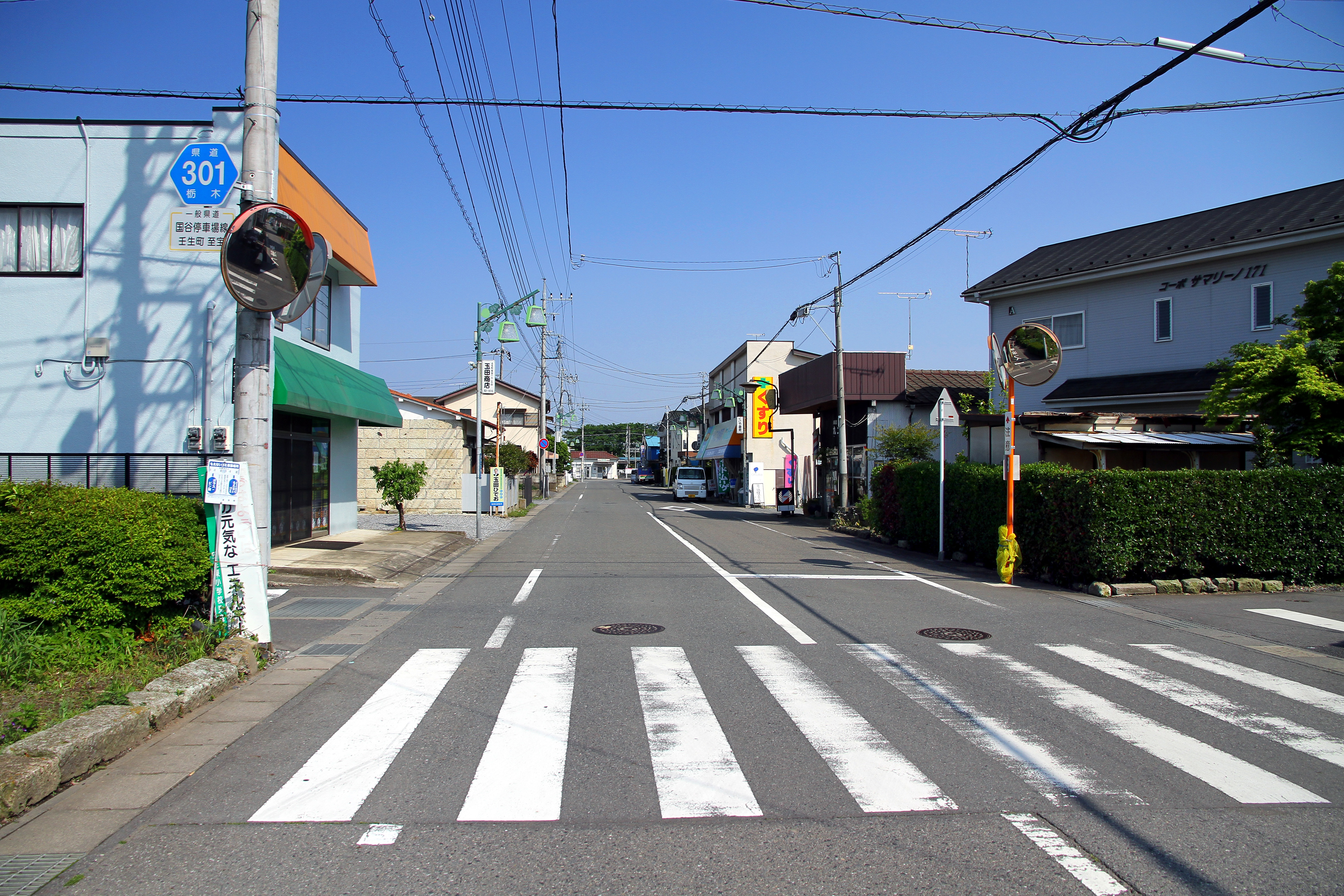
起点（駅前）方向を望む（2012年5月）

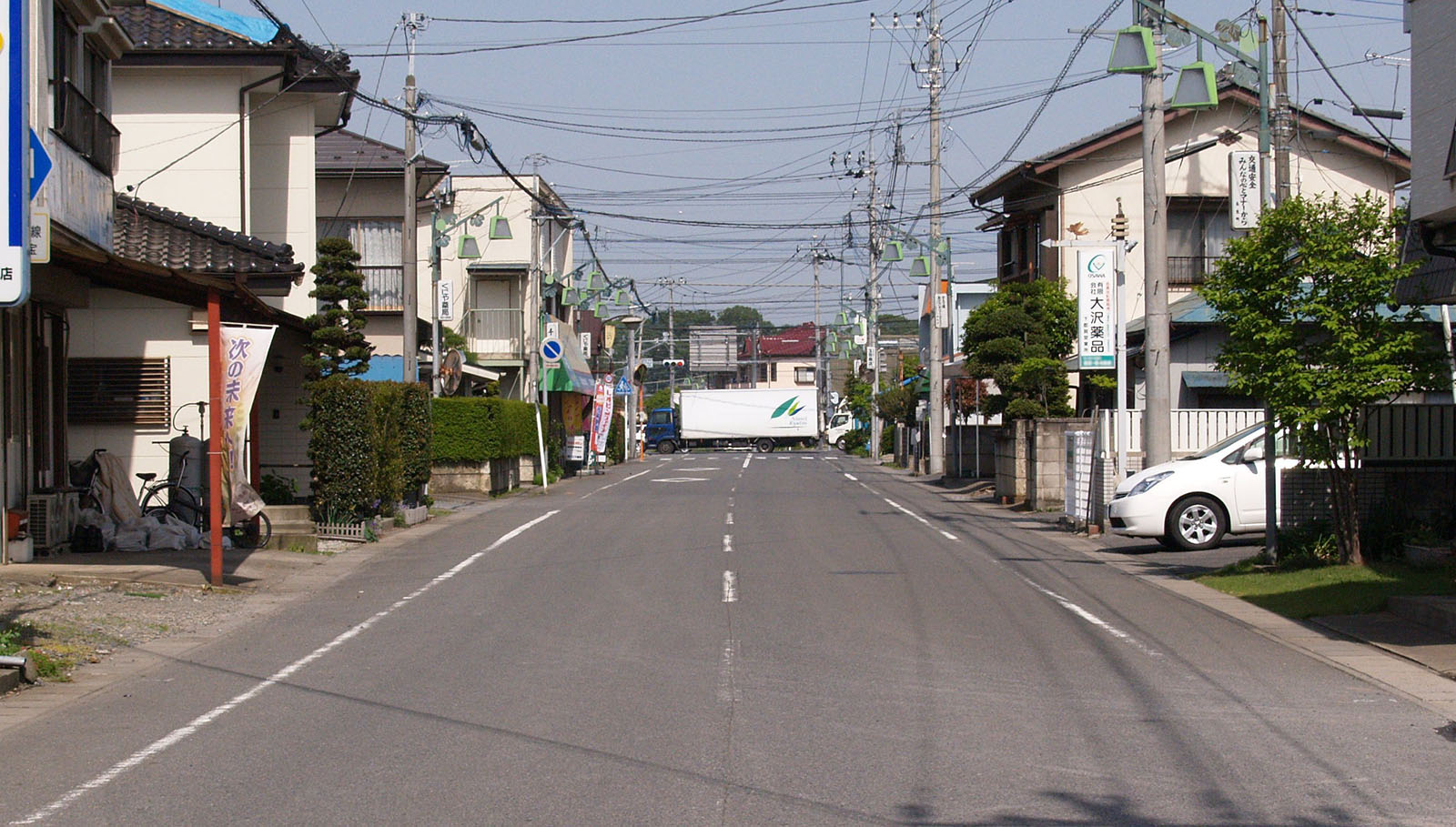
終点方向を望む（2011年5月）

栃木県道301号国谷停車場線（とちぎけんどう301ごう くにやていしゃじょうせん）は、栃木県下都賀郡壬生町を通る一般県道である。

## 路線概要
- 指定：1978年11月21日
- 実延長：0.167km[1]
- 起点：栃木県下都賀郡壬生町大字壬生甲（東武鉄道国谷駅）
- 終点：栃木県下都賀郡壬生町至宝1丁目（国谷駅入口交差点＝栃木県道2号宇都宮栃木線・栃木県道71号羽生田上蒲生線交点）

## 通過する自治体
- 栃木県
  - 下都賀郡壬生町

## 沿線
- 東武宇都宮線 国谷駅